# Eric Schwartz
Eric Scott Schwartz, también conocido como "Smooth-E", es un comediante, músico y actor estadounidense de Thousand Oaks, California, conocido por su combinación de comedia, música y vídeo.

## Comedia stand-up
En 2013, Schwartz fue anunciado como "uno de los artistas principales en ascenso más populares del país". Eric Schwartz actúa regularmente como artista principal en los clubes de comedia The Improv y The Laugh Factory mientras está de gira.

## Discografía
| Álbum                        | Pistas | Lanzamiento            |
| ---------------------------- | ------ | ---------------------- |
| Kosher Kuts                  | 11     | 9 de noviembre de 2004 |
| Wimp Pimp                    | 19     | 2005                   |
| Kosher Kuts: Hungry For More | 11     | 10 de octubre de 2006  |
| Parodies Nuts                | 28     | 27 de enero de 2009    |

## Filmografía

### Series web
| Año  | Título       | Papel                   | Notas                     |
| ---- | ------------ | ----------------------- | ------------------------- |
| 2023 | Helluva Boss | Chazwick "Chaz" Thurman | Episodio: "Exes and Oohs" |